# Mario Bastia
Mario Bastia, nome di battaglia Marroni (Bologna, 8 settembre 1915 – Bologna, 20 ottobre 1944), è stato un partigiano italiano.

## Biografia
Studente di ingegneria e militante del Partito d'Azione, nonostante fosse mutilato della mano sinistra partecipò attivamente alla Resistenza e ne fu uno degli organizzatori a Bologna. Fu ucciso dai nazifascisti insieme ad altri cinque partigiani (Ezio Giaccone, Leo e Luciano Pizzigotti, Stelio Ronzani e Antonio Scaravilli) al termine di un lungo combattimento condotto di piano in piano all'interno dell'edificio dell'Università.
A Mario Bastia sono state conferite alla memoria la Medaglia d'oro al valor militare e la laurea in ingegneria ad honorem. Gli è stata inoltre intitolata una via di Bologna.